# Macaca leonina
El macaco cola de cerdo norteño (Macaca leonina) es una especie de primate catarrino de la familia Cercopithecidae extendido por Indochina y Bangladés. Fue considerado hasta hace poco tiempo una subespecie de Macaca nemestrina.